# Anthony Trollope
Anthony Trollope (24. dubna 1815, Londýn – 6. prosince 1882, tamtéž) byl anglický romanopisec, jeden z nejúspěšnějších autorů viktoriánské éry. Byl velmi plodný, napsal 47 románů a dále různé cestopisy, vyprávění, eseje, životopisy a jednu divadelní hru.